# FN-2199
TR-8R «Найнс» FN-2199 (англ. TR-8R «Nines» FN-2199) — персонаж кинофильма «Звёздные войны: Пробуждение силы», воин Первого ордена. Его роль на экране исполняет постановщик боевых сцен и актёр Лян Ян. Озвучивает Дэвид Акорд. Персонаж опровергает «Эффект штурмовика», благодаря чему вскоре после появления обрёл популярность и стал героем множества мемов, связанных с его изречением «Предатель!» (англ. Traitor!).

## Создание персонажа
Персонажа создали сценаристы Абрамс, Кэздан и Арндт. После проката картины Звёздные войны: Пробуждение силы, представители компаний «Дисней» и «Лукасфильм», обратили внимание на симпатию зрителей к персонажу и решили создать историю отношений между ним и бывшим штурмовиком Финном FN-2187 Zero. Согласно роману Грега Рукки «До пробуждения», FN-2199 и FN-2187 служили вместе и были друзьями, этим объясняется то что Найнс узнал Финна и обозвал его предателем. Так как Финн перешел на сторону тех кто убил их друга FN-2003 Slip, погибшего в самом начале картины. В мае 2016 года уже можно было приобрести фигурку персонажа в месте с остальными героями картины. В 2017 стало известно, что он появится в новой компьютерной игре Star Wars: Battlefront II. Позднее предполагалось использование образа персонажа для создания другого героя саги «Палача» появляющегося в Звёздные войны: Последние джедаи.

## Биография
Штурмовик номер FN-2199 «Найнс», служит «Первому ордену» в войсках подавления беспорядков. Проходил обучение и службу вместе с Финном. После предательства последнего пытается его убить. На планете Такодана, узнав Финна, атакует его и побеждает, но получает ранение от выстрела Хана Соло.

## Характеристика
Тверд в убеждениях, не колеблясь вступает в бой с противником, который предал эти убеждения. Прекрасно обучен и дисциплинирован.